# Fiat 2300
Im Herbst 1961 erschien der Fiat 2300 als Nachfolger des Fiat 2100. Er war wie dieser als viertürige Stufenhecklimousine und als fünftüriger Kombi (Familiare) verfügbar und das Spitzenmodell in der Modellpalette oberhalb des Fiat 1800 B.

## Geschichte
Der Fiat 2300 hatte einen Reihensechszylinder-Ottomotor mit 2279 cm³ Hubraum mit vierfach gelagerter Kurbelwelle und hängenden Ventilen. Er leistete nach DIN-Norm maximal 77 kW (105 PS) bei 5300/min und trieb über eine hydraulisch betätigte Einscheibentrockenkupplung, ein synchronisiertes Viergang-Getriebe mit Lenkradschaltung und eine geteilte Kardanwelle die Hinterräder an. Wahlweise waren nun auch ein Overdrive oder eine dreistufige Getriebeautomatik erhältlich. Weiterhin gab es wahlweise einen Saxomat, der auch für den 1800 B angeboten wurde. Die Hinterachse hing nun an halbelliptischen Blattfedern und nicht mehr wie beim 1900 und 1800/2100 an Federlenkern mit Schraubenfedern. Ein weiterer wesentlicher Unterschied zum Vorgängertyp waren rundum Scheibenbremsen am 2300. Die Höchstgeschwindigkeit betrug je nach Version 154 bis 162 km/h.
Um den 2300 optisch vom 1800 B abzuheben, bekam er Doppelscheinwerfer, einen anderen Kühlergrill und anderen Chromschmuck. Die Sitzbezüge waren aus Kunstleder statt Stoff wie beim 1800 B. Der Kofferraum des Familiare war weiterhin mit Teppich ausgekleidet.
Im Sommer 1963 kam als neue Modellvariante der 2300 de Luxe („Lusso“) hinzu. Als technische Neuerungen gab es dabei wartungsfreie Gelenke an Vorderachse und Lenkung, eine neue Heizanlage und rote Warnleuchten beim Öffnen der Vordertüren. Auf Wunsch war eine Servolenkung erhältlich. Zu den Besonderheiten des Fiat 2300 Lusso zählte die Verwendung einer Wechselstromlichtmaschine. Diese Verbesserungen wurden auch für den Typ 1800 B übernommen. Einzelsitze vorn und einige andere Details der Innenausstattung blieben hingegen dem 2300 Lusso vorbehalten. Äußerlich unterschied sich der 2300 Lusso vom 2300 durch andere Stoßstangen mit Gummihörnern, eckige Rückleuchten und einen kantigen Kofferdeckel. Der Familiare behielt die runden Rückleuchten. Der 2300 in Normalausführung wurde noch eine Zeit lang parallel zum 2300 Lusso produziert.
Mit 80 mm größerem Radstand, entsprechend längerer Karosserie und besserer Ausstattung wurde außerdem noch der Typ 2300 Speciale angeboten.

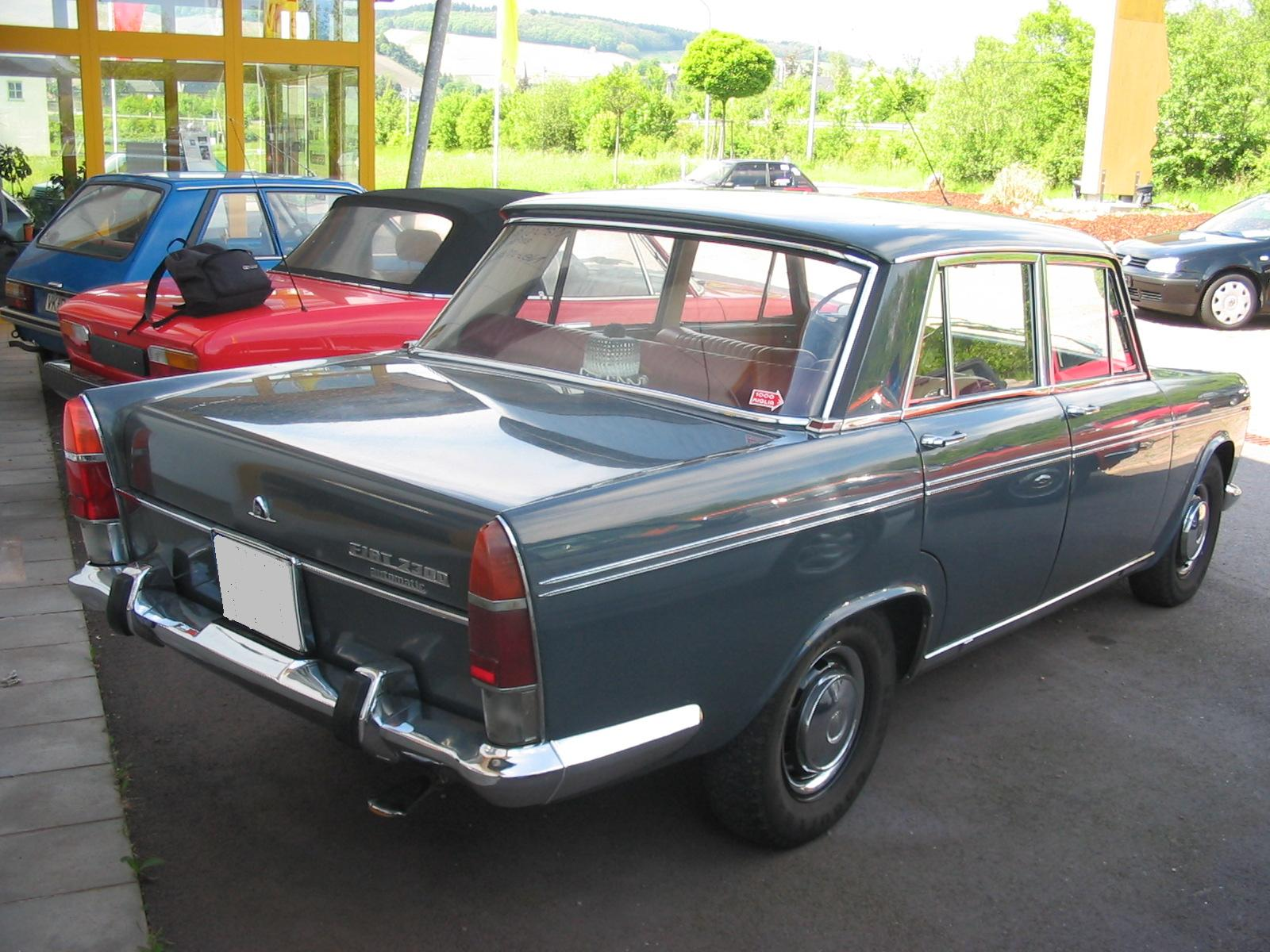
Heckansicht
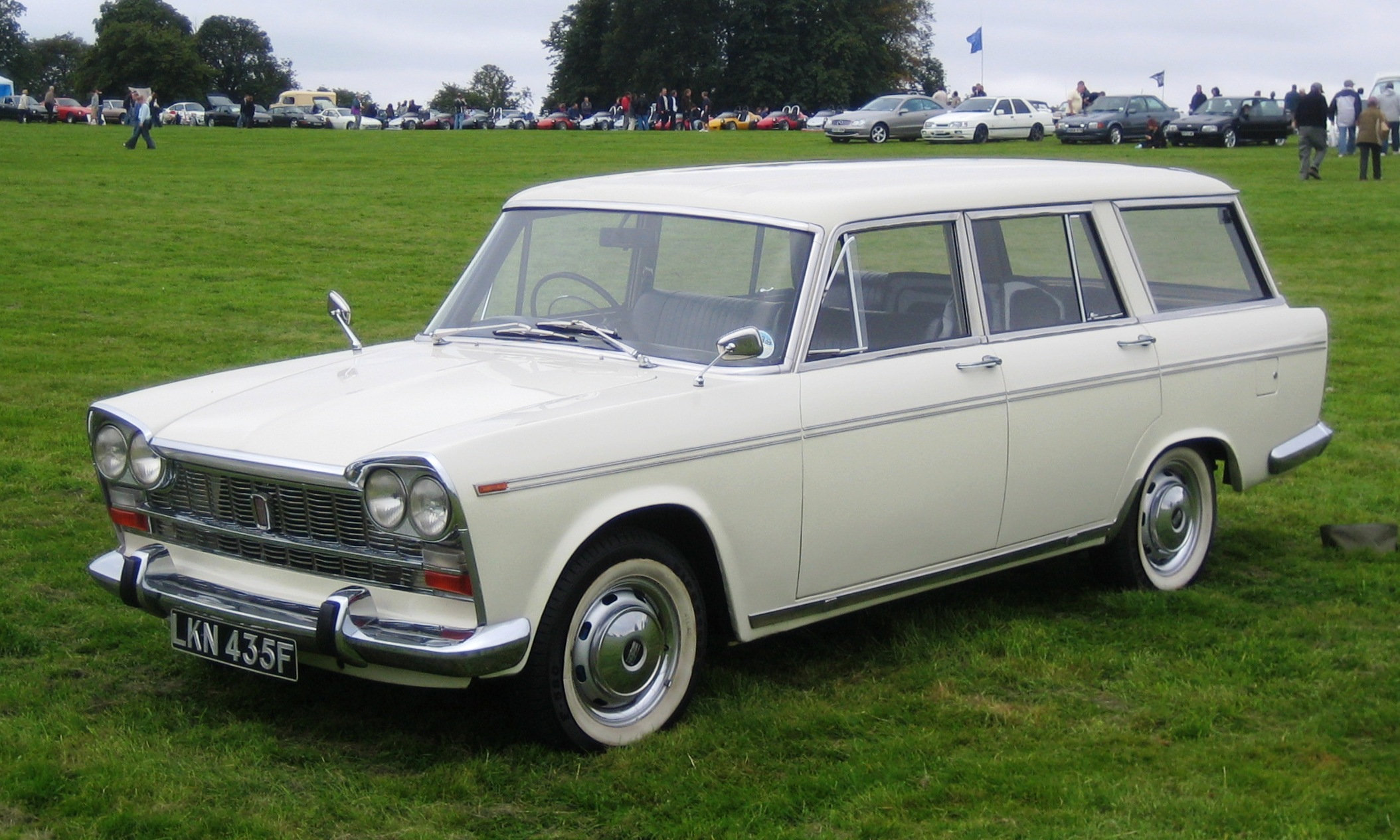
Fiat 2300 Familiare

## Coupé

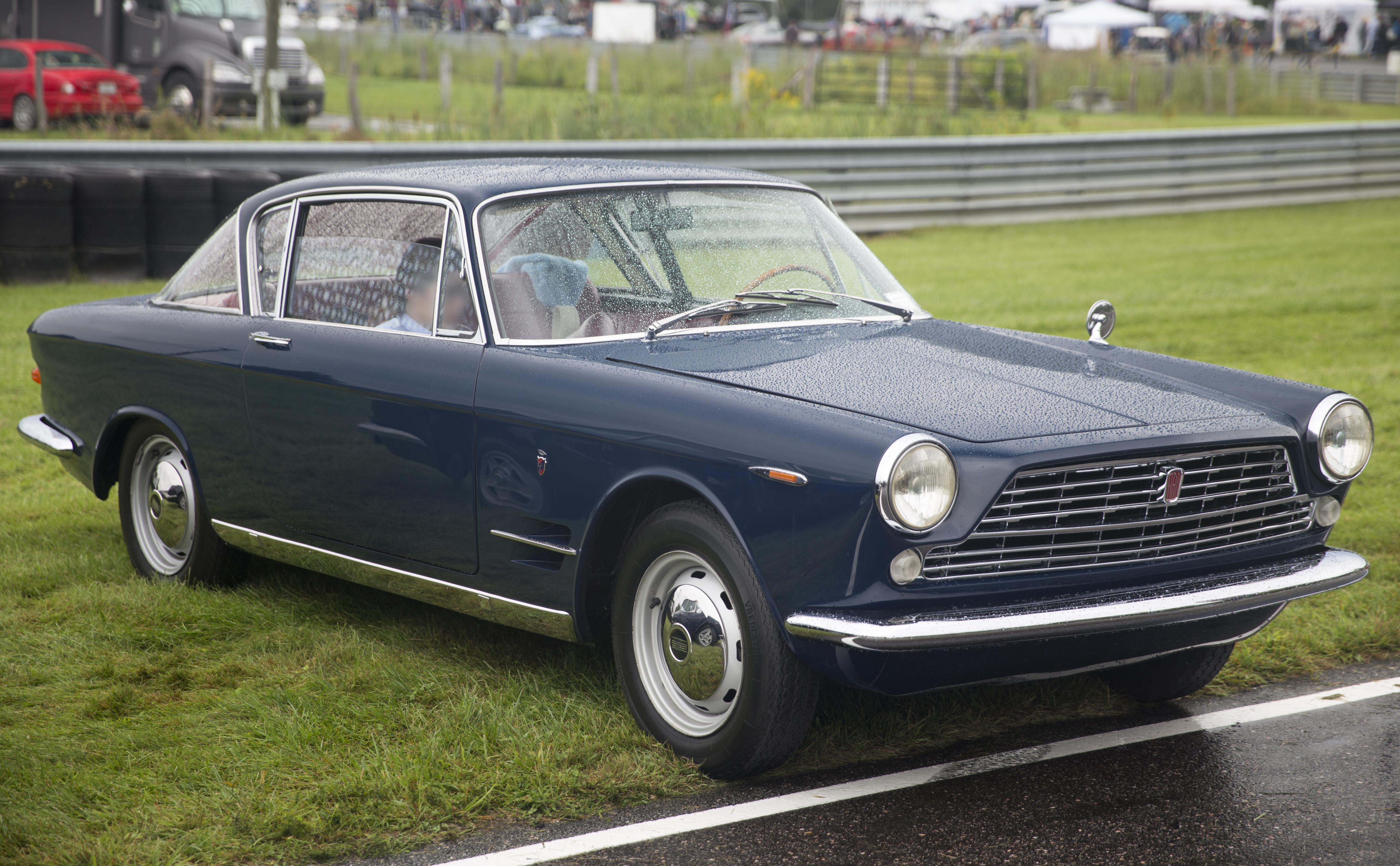
Fiat 2300 S Coupé

Neben der viertürigen Limousine und dem fünftürigen Kombi, die jeweils in Fiats Centro Stile gestaltet worden waren, gab es auch ein zweitüriges Coupé mit eigenständiger Karosserie, die ein Entwurf der Carrozzeria Ghia war. Verantwortliche Designer des Coupés waren Sergio Sartorelli und Tom Tjaarda. Ein markantes Stilmerkmal ist der filigran gestaltete Dachaufbau. Die gebogene C-Säule verläuft annähernd im gleichen Winkel wie die A-Säule. Die Heckscheibe ist dreiteilig und erweckt den Eindruck einer großen Panoramascheibe.  Das Coupé wurde inoffiziell als „Ferrari des kleinen Mannes“ bezeichnet. Die Karosserie wurde anfänglich bei Ghia hergestellt; später übernahm OSI die Fertigung des Aufbaus und die Montage des Fahrzeugs. Außerdem entstanden auf Kundenwunsch einige Cabriolet-Ausführungen des 2300.

## Nachfolger
Anfang 1968 wurde die Herstellung aller 2300-Varianten eingestellt. Im Frühjahr 1969 erschien für die 2300 Berlina der neu konstruierte Nachfolger Fiat 130 mit neuem Sechszylinder-V-Motor und einer Einzelradaufhängung auch hinten. Eine FIAT 130 Kombiversion Familiare wurde trotz eines 1971 gezeigten Prototypen nicht gebaut, und für das 2300 S Coupé gilt als Nachfolger das Dino 2000 Coupé mit 160 PS, gebaut ab Ende 1967.

## Sonderversionen

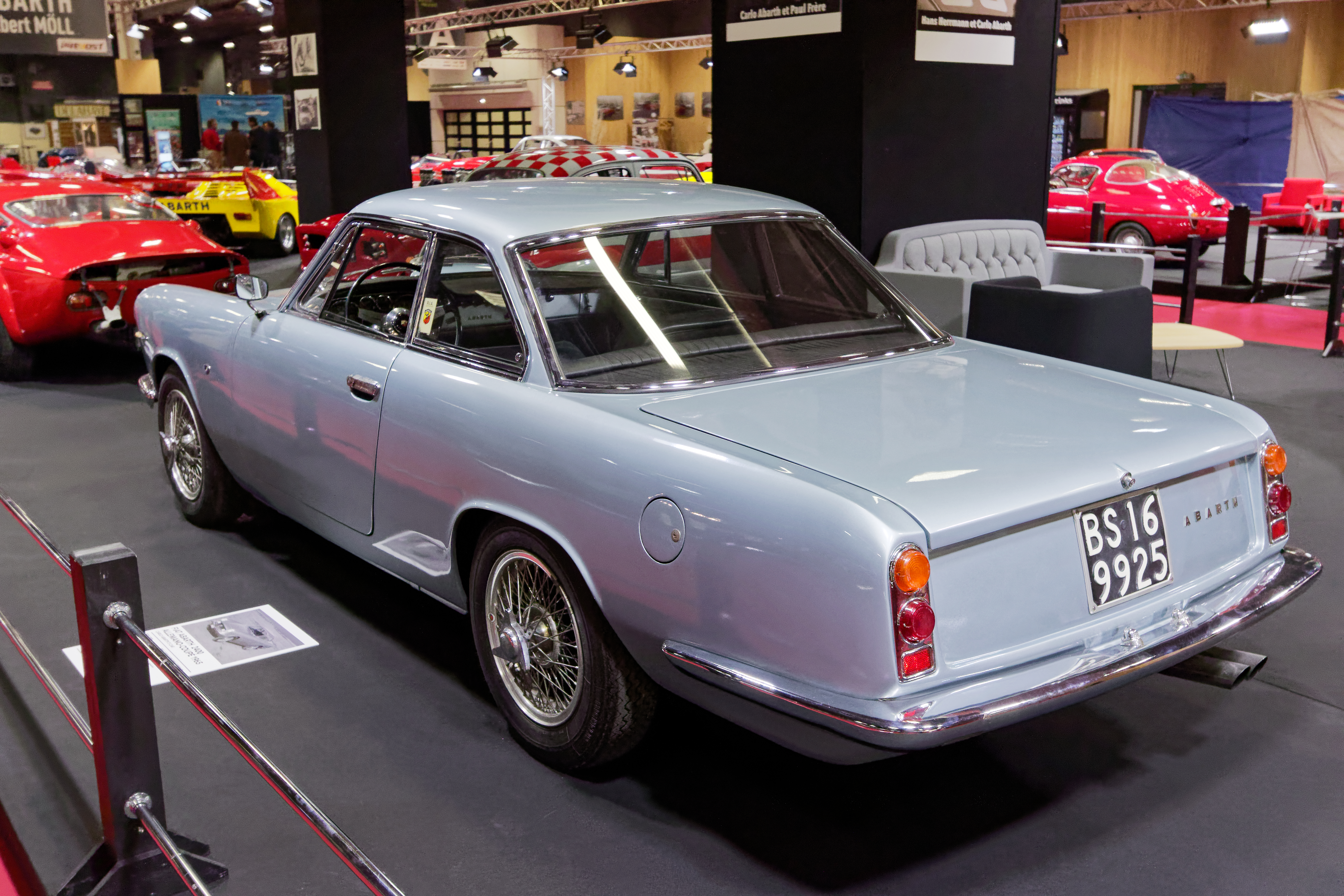
Mit Fiat-2300-Technik: Abarth 2400 Coupé von Allemano

Zahlreiche italienische Karosseriehersteller bauten Sonderversionen auf der technischen Basis des Fiat 2300. Dazu gehören
- Allemano mit einem von Giovanni Michelotti entworfenen Stufenheckcoupé, das bei Abarth und Allemano unter der Bezeichnung Abarth 2400 in kleiner Serie gefertigt wurde,
- Francis Lombardi in Vercelli, wo einige verlängerte Limousinen mit sieben Sitzplätzen entstanden,
- Ghia mit dem von Sergio Sartorelli als Coupé und als Cabriolet gestalteten Sportwagen Ghia 230 S, von dem zwei offene und zwei geschlossene Versionen entstanden; das Design wurde später zum Ghia 450 SS weiterentwickelt, der 1966 und 1967 – dann mit Plymouth-Technik – etwa 50-mal für den nordamerikanischen Markt gebaut wurde,
- Moretti mit den Coupés und Cabriolets 2300 S und 2500 SS,
- Savio mit einem von Giovanni Michelotti entworfenen Stufenheckcoupé, von dem vier Exemplare gebaut wurden.

| Technische Daten Fiat 1500L/1800B/2100/2300 | Technische Daten Fiat 1500L/1800B/2100/2300                                                                                     | Technische Daten Fiat 1500L/1800B/2100/2300                                                                                     | Technische Daten Fiat 1500L/1800B/2100/2300                                                                                     | Technische Daten Fiat 1500L/1800B/2100/2300                                                                                     | Technische Daten Fiat 1500L/1800B/2100/2300                                                                                     | Technische Daten Fiat 1500L/1800B/2100/2300                                                                                     | Technische Daten Fiat 1500L/1800B/2100/2300                                                                                     |                             |
| Fiat:                                       | 1500 L | 1800 B | 2100 | 2100 Speciale | 2300 | 2300 Speciale | 2300 Familiare |                             |
| ------------------------------------------- | --- | --- | --- | --- | --- | --- | --- | --------------------------- |
| Motor:                                      | 4-Zylinder-Reihenmotor | 6-Zylinder-Reihenmotor (Viertakt)                                                                                               | 6-Zylinder-Reihenmotor (Viertakt)                                                                                               | 6-Zylinder-Reihenmotor (Viertakt)                                                                                               | 6-Zylinder-Reihenmotor (Viertakt)                                                                                               | 6-Zylinder-Reihenmotor (Viertakt)                                                                                               | 6-Zylinder-Reihenmotor (Viertakt)                                                                                               |                             |
| Hubraum:                                    | 1481 cm³ | 1795 cm³ | 2054 cm³ | 2054 cm³ | 2279 cm³ | 2279 cm³ | 2279 cm³ |                             |
| Bohrung × Hub:                              | 77 × 79,5 mm | 72 × 73,5 mm | 77 × 73,5 mm | 77 × 73,5 mm | 78 × 79,5 mm | 78 × 79,5 mm | 78 × 79,5 mm |                             |
| Leistung bei 1/min:                         | 55 kW (75 PS) bei 5400 | 62,5–71 kW (85–97 SAE-PS) bei 5300                                                                                              | 62,5–71 kW (85–97 SAE-PS) bei 5300                                                                                              | 70 kW (95 SAE-PS) bei 5000 | 70 kW (95 SAE-PS) bei 5000 | 86 kW (117 SAE-PS) bei 5300 | 86 kW (117 SAE-PS) bei 5300 | 86 kW (117 SAE-PS) bei 5300 |
| Max. Drehmoment bei 1/min:                  | 120 Nm bei 3200 | 145–150 SAE-Nm bei 3000 | 145–150 SAE-Nm bei 3000 | 169 SAE-Nm bei 3200 | 169 SAE-Nm bei 3200 | 192 SAE-Nm bei 3000 | 192 SAE-Nm bei 3000 | 192 SAE-Nm bei 3000         |
| Verdichtung:                                | 9:1 | 8,8:1 | 8,8:1 | 8,8:1 | 8,8:1 | 8,8:1 | 8,8:1 |                             |
| Gemischaufbereitung:                        | 1 Fallstrom-Doppelvergaser Weber 34 DCDH                                                                                        | 1 Fallstrom-Doppelvergaser Weber 28-36 DCD2                                                                                     | 1 Fallstrom-Doppelvergaser Weber 34 DAS1                                                                                        | 1 Fallstrom-Doppelvergaser Weber 34 DAS1                                                                                        | 1 Fallstrom-Doppelvergaser Weber 28-36 DCD3                                                                                     | 1 Fallstrom-Doppelvergaser Weber 28-36 DCD3                                                                                     | 1 Fallstrom-Doppelvergaser Weber 28-36 DCD3                                                                                     |                             |
| Ventilsteuerung:                            | OHV, Kette | OHV, Kette | OHV, Kette | OHV, Kette | OHV, Kette | OHV, Kette | OHV, Kette |                             |
| Kühlung:                                    | Wasserkühlung | Wasserkühlung | Wasserkühlung | Wasserkühlung | Wasserkühlung | Wasserkühlung | Wasserkühlung |                             |
| Getriebe:                                   | 4-Gang-Getriebe, Lenkradschaltung a. W. mit Saxomat-Halbautomatik, 2300 a. W. auch Overdrive oder Borg-Warner-Dreigangautomatik | 4-Gang-Getriebe, Lenkradschaltung a. W. mit Saxomat-Halbautomatik, 2300 a. W. auch Overdrive oder Borg-Warner-Dreigangautomatik | 4-Gang-Getriebe, Lenkradschaltung a. W. mit Saxomat-Halbautomatik, 2300 a. W. auch Overdrive oder Borg-Warner-Dreigangautomatik | 4-Gang-Getriebe, Lenkradschaltung a. W. mit Saxomat-Halbautomatik, 2300 a. W. auch Overdrive oder Borg-Warner-Dreigangautomatik | 4-Gang-Getriebe, Lenkradschaltung a. W. mit Saxomat-Halbautomatik, 2300 a. W. auch Overdrive oder Borg-Warner-Dreigangautomatik | 4-Gang-Getriebe, Lenkradschaltung a. W. mit Saxomat-Halbautomatik, 2300 a. W. auch Overdrive oder Borg-Warner-Dreigangautomatik | 4-Gang-Getriebe, Lenkradschaltung a. W. mit Saxomat-Halbautomatik, 2300 a. W. auch Overdrive oder Borg-Warner-Dreigangautomatik |                             |
| Radaufhängung vorn:                         | Dreiecklenker oben, Querlenker unten, Längsschubstreben, Torsionsstäbe                                                          | Dreiecklenker oben, Querlenker unten, Längsschubstreben, Torsionsstäbe                                                          | Dreiecklenker oben, Querlenker unten, Längsschubstreben, Torsionsstäbe                                                          | Dreiecklenker oben, Querlenker unten, Längsschubstreben, Torsionsstäbe                                                          | Dreiecklenker oben, Querlenker unten, Längsschubstreben, Torsionsstäbe                                                          | Dreiecklenker oben, Querlenker unten, Längsschubstreben, Torsionsstäbe                                                          | Dreiecklenker oben, Querlenker unten, Längsschubstreben, Torsionsstäbe                                                          |                             |
| Radaufhängung hinten:                       | Starrachse an Blattfedern | Starrachse an Blattfedern | Starrachse an Blattfedern | Starrachse an Blattfedern | Starrachse an Blattfedern | Starrachse an Blattfedern | Starrachse an Blattfedern |                             |
| Bremsen:                                    | Trommelbremsen, später Scheibenbremsen in allen Rädern (Durchmesser v/h 26,3/25,4 cm)                                           | Trommelbremsen, später Scheibenbremsen in allen Rädern (Durchmesser v/h 26,3/25,4 cm)                                           | Trommelbremsen, später Scheibenbremsen in allen Rädern (Durchmesser v/h 26,3/25,4 cm)                                           | Trommelbremsen, später Scheibenbremsen in allen Rädern (Durchmesser v/h 26,3/25,4 cm)                                           | Trommelbremsen, später Scheibenbremsen in allen Rädern (Durchmesser v/h 26,3/25,4 cm)                                           | Trommelbremsen, später Scheibenbremsen in allen Rädern (Durchmesser v/h 26,3/25,4 cm)                                           | Trommelbremsen, später Scheibenbremsen in allen Rädern (Durchmesser v/h 26,3/25,4 cm)                                           |                             |
| Lenkung:                                    | Schnecke und Rolle | Schnecke und Rolle | Schnecke und Rolle | Schnecke und Rolle | Schnecke und Rolle | Schnecke und Rolle | Schnecke und Rolle |                             |
| Karosserie:                                 | Stahlblech, selbsttragend | Stahlblech, selbsttragend | Stahlblech, selbsttragend | Stahlblech, selbsttragend | Stahlblech, selbsttragend | Stahlblech, selbsttragend | Stahlblech, selbsttragend |                             |
| Spurweite vorn/hinten:                      | 1345/1310 mm | 1345/1310 mm | 1345/1310 mm | 1345/1310 mm | 1345/1310 mm | 1345/1310 mm | 1345/1310 mm |                             |
| Radstand:                                   | 2650 mm | 2650 mm | 2650 mm | 2650 mm | 2650 mm | 2730 mm | 2650 mm |                             |
| Abmessungen:                                | 4485 × 1620 × 1470 mm | 4485 × 1620 × 1470 mm | 4485 × 1620 × 1470 mm | 4625 × 1628 × 1452 mm | 4485 × 1620 × 1470 mm | 4705 × 1628 × 1485 mm | 4485 × 1620 × 1485 mm |                             |
| Leergewicht:                                | 1200 kg | 1180 kg | 1180 kg | 1250 kg | 1285 kg | 1330 kg | 1320 kg |                             |
| Höchstgeschwindigkeit:                      | 140 km/h | 145+ km/h | 150 km/h | 145+ km/h | 160 km/h | 160 km/h | 160 km/h |                             |
| 0–100 km/h:                                 | nicht angegeben | nicht angegeben | nicht angegeben | nicht angegeben | nicht angegeben | nicht angegeben | nicht angegeben |                             |
| Verbrauch (Liter/100 Kilometer, CUNA-Norm): | 9,4 S | 11,6 S | 12,0 S | 13,0 S | 11,8 S | 11,7 S | 12,0 S |                             |
| Preis (DM, 1965): (SFr, 1965)               | 7590 10.350 | 8990 (1963) 11.350 | – 12.600 (1960) | – 14.700 (1960) | 10.490 13.750 | – | – 14.850 |                             |